# Csegöld
Csegöld is een plaats (község) en gemeente in het Hongaarse comitaat Szabolcs-Szatmár-Bereg. Csegöld telt 677 inwoners (2001).